# Modtagere af Nobelprisen
Nobelpriserne (svensk: Nobelpriset, norsk: Nobelprisen) uddeles årligt af Det Kongelige Svenske Videnskabsakademi, det Svenske Akademi, Karolinska Institutet og den Norske Nobelkomite til individer eller organisationer, der gør store bidrag til felterne kemi, fysik, litteratur, fred, fysiologi eller medicin og økonomi. De fem førstnævnte priser er de oprindelige Nobelpriser. De blev indstiftet i Alfred Nobels testamente fra 1895, der dikterer at priserne skal administreres af Nobelstiftelsen. Den nyeste pris, Nobels mindepris i Økonomi, blev indstiftet i 1968 af den svenske centralbank(Sveriges Riksbank) for bidrag inden for det økonomiske felt. Den administreres dog på samme vis og under samme vilkår som de oprindelige fem priser og regnes derfor af Nobelstiftelsen og andre normalt også for en Nobelpris på linje med de øvrige fem.
Priserne uddeles af separate komiteer; Det Kongelige Svenske Videnskabsakademi uddeler priserne i fysik, kemi og økonomi, Karolinska Institutet uddeler prisen i fysiologi eller medicin, mens den Norske Nobelkomité uddeler fredsprisen. Hver prismodtager får en medalje, et diplom og en pengepræmie, der har varieret i størrelse gennem årene. I 1901 modtog modtagerne af de første Nobelpriser 150.782 SEK, hvilket svarer til 7.731.004 SEK i december 2007. I 2015 fik prismodtagerne en præmie på 8.000.000 SEK. Priserne uddeles i Stockholm ved en årlig ceremoni 10. december, årsdagen for Nobels død.
Pr. 2015 har 874 individer og 26 organisationer modtaget Nobelprisen, heriblandt 76 modtagere af Nobelprisen i økonomi. Fire Nobelprismodtagere fik ikke lov til at acceptere deres priser af deres respektive regeringer. Adolf Hitler forbød tre tyskere (Richard Kuhn (kemi, 1938), Adolf Butenandt (kemi, 1939) og Gerhard Domagk (fysiologi eller medicin, 1939)) at acceptere deres nobelpriser, og Sovjetunionens regering pressede Boris Pasternak (litteratur, 1958) til at afslå sin pris. To prismodtagere, Jean-Paul Sartre (litteratur, 1964) and Lê Ðức Thọ (fred, 1973), afslog priserne; Sartre frabad sig prisen da han frabad sig alle officielle anerkendelser, og Lê afslog prisen på grund af situationen i Vietnam på det tidspunkt.
Seks prismodtagere har modtaget mere end én pris; af de seks har Røde Kors modtaget Nobels Fredspris tre gange, flere gange end nogen anden. Blandt de 874 prismodtagere har 49 været kvinder; den første kvinde til at modtage en Nobelpris var Marie Curie, der modtog prisen i fysik i 1903. Hun var også den første person (både mænd og kvinder), der fik to Nobelpriser; den anden var prisen i kemi i 1911. De resterende fire var John Bardeen i fysik 1956 og 1972, Frederick Sanger i kemi 1958 og 1980, Linus Pauling i kemi 1954 og fred 1962 samt FN's Flygtningehøjkommissariat i fred 1954 og 1981.
I årene hvor Nobelprisen ikke uddeles på grund af udefrakommende begivenheder eller mangel på nomineringer, returneres præmiepengene til fonden, der er delegeret til den relevante pris. Nobelprisen blev ikke uddelt mellem 1940 og 1942 på grund af 2. verdenskrigs udbrud.

## Prismodtagere
| År   | Fysik                                                               | Kemi                                                          | Fysiologi eller medicin                                             | Litteratur                               | Fred                                                                            | Økonomi                                                        |
| ---- | ------------------------------------------------------------------- | ------------------------------------------------------------- | ------------------------------------------------------------------- | ---------------------------------------- | ------------------------------------------------------------------------------- | -------------------------------------------------------------- |
| 1901 | Wilhelm Röntgen                                                     | Jacobus Henricus van 't Hoff                                  | Emil Adolf von Behring                                              | Sully Prudhomme                          | Henry Dunant;Frédéric Passy                                                     | —                                                              |
| 1902 | Hendrik Lorentz;Pieter Zeeman                                       | Hermann Emil Fischer                                          | Ronald Ross                                                         | Theodor Mommsen                          | Élie Ducommun;Charles Albert Gobat                                              | —                                                              |
| 1903 | Henri Becquerel;Pierre Curie;Marie Curie                            | Svante Arrhenius                                              | Niels Ryberg Finsen                                                 | Bjørnstjerne Bjørnson                    | Randal Cremer                                                                   | —                                                              |
| 1904 | The Lord Rayleigh                                                   | William Ramsay                                                | Ivan Pavlov                                                         | Frédéric Mistral;José Echegaray          | Folkeretsinstitutet                                                             | —                                                              |
| 1905 | Philipp Lenard                                                      | Adolf von Baeyer                                              | Robert Koch                                                         | Henryk Sienkiewicz                       | Bertha von Suttner                                                              | —                                                              |
| 1906 | J. J. Thomson                                                       | Henri Moissan                                                 | Camillo Golgi;Santiago Ramón y Cajal                                | Giosuè Carducci                          | Theodore Roosevelt                                                              | —                                                              |
| 1907 | Albert Abraham Michelson                                            | Eduard Buchner                                                | Charles Louis Alphonse Laveran                                      | Rudyard Kipling                          | Ernesto Teodoro Moneta;Louis Renault                                            | —                                                              |
| 1908 | Gabriel Lippmann                                                    | Ernest Rutherford                                             | Élie Metchnikoff;Paul Ehrlich                                       | Rudolf Christoph Eucken                  | Klas Pontus Arnoldson;Fredrik Bajer                                             | —                                                              |
| 1909 | Karl Ferdinand Braun;Guglielmo Marconi                              | Wilhelm Ostwald                                               | Emil Theodor Kocher                                                 | Selma Lagerlöf                           | Auguste Marie François Beernaert;Paul-Henri-Benjamin d'Estournelles de Constant | —                                                              |
| 1910 | Johannes Diderik van der Waals                                      | Otto Wallach                                                  | Albrecht Kossel                                                     | Paul Heyse                               | Det internationale Fredskontor                                                  | —                                                              |
| 1911 | Wilhelm Wien                                                        | Marie Curie                                                   | Allvar Gullstrand                                                   | Maurice Maeterlinck                      | Tobias Asser;Alfred Hermann Fried                                               | —                                                              |
| 1912 | Gustaf Dalén                                                        | Victor Grignard;Paul Sabatier                                 | Alexis Carrel                                                       | Gerhart Hauptmann                        | Elihu Root                                                                      | —                                                              |
| 1913 | Heike Kamerlingh Onnes                                              | Alfred Werner                                                 | Charles Richet                                                      | Rabindranath Tagore                      | Henri La Fontaine                                                               | —                                                              |
| 1914 | Max von Laue                                                        | Theodore William Richards                                     | Robert Bárány                                                       | Ingen                                    | Ingen                                                                           | —                                                              |
| 1915 | William Henry Bragg;William Lawrence Bragg                          | Richard Willstätter                                           | Ingen                                                               | Romain Rolland                           | Ingen                                                                           | —                                                              |
| 1916 | Ingen                                                               | Ingen                                                         | Ingen                                                               | Verner von Heidenstam                    | Ingen                                                                           | —                                                              |
| 1917 | Charles Glover Barkla                                               | Ingen                                                         | Ingen                                                               | Karl Adolph Gjellerup;Henrik Pontoppidan | Røde Kors                                                                       | —                                                              |
| 1918 | Max Planck                                                          | Fritz Haber                                                   | Ingen                                                               | Ingen                                    | Ingen                                                                           | —                                                              |
| 1919 | Johannes Stark                                                      | Ingen                                                         | Jules Bordet                                                        | Carl Spitteler                           | Woodrow Wilson                                                                  | —                                                              |
| 1920 | Charles Édouard Guillaume                                           | Walther Nernst                                                | August Krogh                                                        | Knut Hamsun                              | Léon Bourgeois                                                                  | —                                                              |
| 1921 | Albert Einstein                                                     | Frederick Soddy                                               | Ingen                                                               | Anatole France                           | Hjalmar Branting;Christian Lous Lange                                           | —                                                              |
| 1922 | Niels Bohr                                                          | Francis William Aston                                         | Archibald Hill;Otto Fritz Meyerhof                                  | Jacinto Benavente                        | Fridtjof Nansen                                                                 | —                                                              |
| 1923 | Robert Andrews Millikan                                             | Fritz Pregl                                                   | Frederick Banting;John James Rickard Macleod                        | W. B. Yeats                              | Ingen                                                                           | —                                                              |
| 1924 | Manne Siegbahn                                                      | Ingen                                                         | Willem Einthoven                                                    | Władysław Reymont                        | Ingen                                                                           | —                                                              |
| 1925 | James Franck;Gustav Ludwig Hertz                                    | Richard Adolf Zsigmondy                                       | Ingen                                                               | George Bernard Shaw                      | Austen Chamberlain;Charles G. Dawes                                             | —                                                              |
| 1926 | Jean Baptiste Perrin                                                | Theodor Svedberg                                              | Johannes Fibiger                                                    | Grazia Deledda                           | Aristide Briand;Gustav Stresemann                                               | —                                                              |
| 1927 | Arthur Compton;Charles Thomson Rees Wilson                          | Heinrich Otto Wieland                                         | Julius Wagner-Jauregg                                               | Henri Bergson                            | Ferdinand Buisson;Ludwig Quidde                                                 | —                                                              |
| 1928 | Owen Willans Richardson                                             | Adolf Otto Reinhold Windaus                                   | Charles Nicolle                                                     | Sigrid Undset                            | Ingen                                                                           | —                                                              |
| 1929 | Louis de Broglie                                                    | Arthur Harden;Hans von Euler-Chelpin                          | Christiaan Eijkman;Frederick Gowland Hopkins                        | Thomas Mann                              | Frank B. Kellogg                                                                | —                                                              |
| 1930 | C. V. Raman                                                         | Hans Fischer                                                  | Karl Landsteiner                                                    | Sinclair Lewis                           | Nathan Söderblom                                                                | —                                                              |
| 1931 | Ingen                                                               | Carl Bosch;Friedrich Bergius                                  | Otto Heinrich Warburg                                               | Erik Axel Karlfeldt                      | Jane Addams;Nicholas Murray Butler                                              | —                                                              |
| 1932 | Werner Heisenberg                                                   | Irving Langmuir                                               | Charles Scott Sherrington;Edgar Adrian                              | John Galsworthy                          | Ingen                                                                           | —                                                              |
| 1933 | Erwin Schrödinger;Paul Dirac                                        | Ingen                                                         | Thomas Hunt Morgan                                                  | Ivan Bunin                               | Norman Angell                                                                   | —                                                              |
| 1934 | None                                                                | Harold Urey                                                   | George Whipple;George Minot;William P. Murphy                       | Luigi Pirandello                         | Arthur Henderson                                                                | —                                                              |
| 1935 | James Chadwick                                                      | Frédéric Joliot-Curie;Irène Joliot-Curie                      | Hans Spemann                                                        | Ingen                                    | Carl von Ossietzky                                                              | —                                                              |
| 1936 | Victor Francis Hess;Carl David Anderson                             | Peter Debye                                                   | Henry Hallett Dale;Otto Loewi                                       | Eugene O'Neill                           | Carlos Saavedra Lamas                                                           | —                                                              |
| 1937 | Clinton Davisson;George Paget Thomson                               | Norman Haworth;Paul Karrer                                    | Albert Szent-Györgyi                                                | Roger Martin du Gard                     | The Viscount Cecil of Chelwood                                                  | —                                                              |
| 1938 | Enrico Fermi                                                        | Richard Kuhn[A]                                               | Corneille Heymans                                                   | Pearl S. Buck                            | Det International Nansenkontor                                                  | —                                                              |
| 1939 | Ernest Lawrence                                                     | Adolf Butenandt;[A]Leopold Ružička                            | Gerhard Domagk[A]                                                   | Frans Eemil Sillanpää                    | Ingen                                                                           | —                                                              |
| 1940 | Ingen                                                               | Ingen                                                         | Ingen                                                               | Ingen                                    | Ingen                                                                           | —                                                              |
| 1941 | Ingen                                                               | Ingen                                                         | Ingen                                                               | Ingen                                    | Ingen                                                                           | —                                                              |
| 1942 | Ingen                                                               | Ingen                                                         | Ingen                                                               | Ingen                                    | Ingen                                                                           | —                                                              |
| 1943 | Otto Stern                                                          | George de Hevesy                                              | Henrik Dam;Edward Adelbert Doisy                                    | Ingen                                    | Ingen                                                                           | —                                                              |
| 1944 | Isidor Isaac Rabi                                                   | Otto Hahn                                                     | Joseph Erlanger;Herbert Spencer Gasser                              | Johannes Vilhelm Jensen                  | Røde Kors                                                                       | —                                                              |
| 1945 | Wolfgang Pauli                                                      | Artturi Ilmari Virtanen                                       | Alexander Fleming;Ernst Boris Chain;Howard Florey                   | Gabriela Mistral                         | Cordell Hull                                                                    | —                                                              |
| 1946 | Percy Williams Bridgman                                             | James B. Sumner;John Howard Northrop;Wendell Meredith Stanley | Hermann Joseph Muller                                               | Hermann Hesse                            | Emily Greene Balch;John Mott                                                    | —                                                              |
| 1947 | Edward Victor Appleton                                              | Robert Robinson                                               | Carl Ferdinand Cori;Gerty Cori;Bernardo Houssay                     | André Gide                               | Friends Service Council;American Friends Service Committee                      | —                                                              |
| 1948 | Patrick Blackett                                                    | Arne Tiselius                                                 | Paul Hermann Müller                                                 | T. S. Eliot                              | Ingen[B]                                                                        | —                                                              |
| 1949 | Hideki Yukawa                                                       | William Giauque                                               | Walter Rudolf Hess;António Egas Moniz                               | William Faulkner                         | John Boyd Orr                                                                   | —                                                              |
| 1950 | C. F. Powell                                                        | Otto Diels;Kurt Alder                                         | Philip Showalter Hench;Edward Calvin Kendall;Tadeus Reichstein      | The Earl Russell                         | Ralph Bunche                                                                    | —                                                              |
| 1951 | John Cockcroft;Ernest Walton                                        | Edwin McMillan;Glenn T. Seaborg                               | Max Theiler                                                         | Pär Lagerkvist                           | Léon Jouhaux                                                                    | —                                                              |
| 1952 | Felix Bloch;Edward Mills Purcell                                    | Archer John Porter Martin;Richard Laurence Millington Synge   | Selman Waksman                                                      | François Mauriac                         | Albert Schweitzer                                                               | —                                                              |
| 1953 | Frits Zernike                                                       | Hermann Staudinger                                            | Hans Adolf Krebs;Fritz Albert Lipmann                               | Winston Churchill                        | George Marshall                                                                 | —                                                              |
| 1954 | Max Born;Walther Bothe                                              | Linus Pauling                                                 | John Franklin Enders;Frederick Chapman Robbins;Thomas Huckle Weller | Ernest Hemingway                         | FN's Flygtningehøjkommissariat                                                  | —                                                              |
| 1955 | Willis Lamb;Polykarp Kusch                                          | Vincent du Vigneaud                                           | Hugo Theorell                                                       | Halldór Laxness                          | Ingen                                                                           | —                                                              |
| 1956 | John Bardeen;Walter Houser Brattain;William Shockley                | Cyril Norman Hinshelwood;Nikolay Semyonov                     | André Frédéric Cournand;Werner Forssmann;Dickinson W. Richards      | Juan Ramón Jiménez                       | Ingen                                                                           | —                                                              |
| 1957 | Chen Ning Yang;Tsung-Dao Lee                                        | The Lord Todd                                                 | Daniel Bovet                                                        | Albert Camus                             | Lester B. Pearson                                                               | —                                                              |
| 1958 | Pavel Tjerenkov;Ilja M. Frank;Igor Tamm                             | Frederick Sanger                                              | George Wells Beadle;Edward Lawrie Tatum;Joshua Lederberg            | Boris Pasternak[C]                       | Dominique Pire                                                                  | —                                                              |
| 1959 | Emilio G. Segrè;Owen Chamberlain                                    | Jaroslav Heyrovský                                            | Arthur Kornberg;Severo Ochoa                                        | Salvatore Quasimodo                      | Philip Noel-Baker                                                               | —                                                              |
| 1960 | Donald A. Glaser                                                    | Willard Libby                                                 | Frank Macfarlane Burnet;Peter Medawar                               | Saint-John Perse                         | Albert Lutuli                                                                   | —                                                              |
| 1961 | Robert Hofstadter;Rudolf Mössbauer                                  | Melvin Calvin                                                 | Georg von Békésy                                                    | Ivo Andrić                               | Dag Hammarskjöld                                                                | —                                                              |
| 1962 | Lev Landau                                                          | Max Perutz;John Kendrew                                       | Francis Crick;James D. Watson;Maurice Wilkins                       | John Steinbeck                           | Linus Pauling                                                                   | —                                                              |
| 1963 | Eugene Wigner;Maria Goeppert-Mayer;J. Hans D. Jensen                | Karl Ziegler;Giulio Natta                                     | John Eccles;Alan Lloyd Hodgkin;Andrew Huxley                        | Giorgos Seferis                          | Røde Kors;Det Internationale Forbund af Røde Kors- og Røde Halvmåneforeninger   | —                                                              |
| 1964 | Charles Hard Townes;Nikolay Basov;Alexander Prokhorov               | Dorothy Hodgkin                                               | Konrad Emil Bloch;Feodor Felix Konrad Lynen                         | Jean-Paul Sartre[D]                      | Martin Luther King, Jr.                                                         | —                                                              |
| 1965 | Sin-Itiro Tomonaga;Julian Schwinger;Richard Feynman                 | Robert Burns Woodward                                         | François Jacob;André Michel Lwoff;Jacques Monod                     | Mikhail Sholokhov                        | UNICEF                                                                          | —                                                              |
| 1966 | Alfred Kastler                                                      | Robert S. Mulliken                                            | Francis Peyton Rous;Charles Brenton Huggins                         | Shmuel Josef Agnon;Nelly Sachs           | Ingen                                                                           | —                                                              |
| 1967 | Hans Bethe                                                          | Manfred Eigen;Ronald George Wreyford Norrish;George Porter    | Ragnar Granit;Haldan Keffer Hartline;George Wald                    | Miguel Ángel Asturias                    | Ingen                                                                           | —                                                              |
| 1968 | Luis Walter Alvarez                                                 | Lars Onsager                                                  | Robert W. Holley;Har Gobind Khorana;Marshall Warren Nirenberg       | Yasunari Kawabata                        | René Cassin                                                                     | —                                                              |
| 1969 | Murray Gell-Mann                                                    | Derek Barton;Odd Hassel                                       | Max Delbrück;Alfred Hershey;Salvador Luria                          | Samuel Beckett                           | International Labour Organization                                               | Ragnar Frisch;Jan Tinbergen                                    |
| 1970 | Hannes Alfvén;Louis Néel                                            | Luis Federico Leloir                                          | Julius Axelrod;Ulf von Euler;Bernard Katz                           | Aleksandr Solzhenitsyn                   | Norman Borlaug                                                                  | Paul Samuelson                                                 |
| 1971 | Dennis Gabor                                                        | Gerhard Herzberg                                              | Earl Wilbur Sutherland, Jr.                                         | Pablo Neruda                             | Willy Brandt                                                                    | Simon Kuznets                                                  |
| 1972 | John Bardeen;Leon Cooper;John Robert Schrieffer                     | Christian B. Anfinsen;Stanford Moore;William Howard Stein     | Gerald Edelman;Rodney Robert Porter                                 | Heinrich Böll                            | Ingen                                                                           | John Hicks;Kenneth Arrow                                       |
| 1973 | Leo Esaki;Ivar Giaever;Brian David Josephson                        | Ernst Otto Fischer;Geoffrey Wilkinson                         | Karl von Frisch;Konrad Lorenz;Nikolaas Tinbergen                    | Patrick White                            | Henry Kissinger;Le Duc Tho[E]                                                   | Wassily Leontief                                               |
| 1974 | Martin Ryle;Antony Hewish                                           | Paul Flory                                                    | Albert Claude;Christian de Duve;George Emil Palade                  | Eyvind Johnson;Harry Martinson           | Seán MacBride;Eisaku Sato                                                       | Gunnar Myrdal;Friedrich Hayek                                  |
| 1975 | Aage Bohr;Ben Roy Mottelson;James Rainwater                         | John Cornforth;Vladimir Prelog                                | David Baltimore;Renato Dulbecco;Howard Martin Temin                 | Eugenio Montale                          | Andrei Sakharov                                                                 | Leonid Kantorovich;Tjalling Koopmans                           |
| 1976 | Burton Richter;Samuel C.C. Ting                                     | William Lipscomb                                              | Baruch Samuel Blumberg;Daniel Carleton Gajdusek                     | Saul Bellow                              | Betty Williams;Mairead Maguire                                                  | Milton Friedman                                                |
| 1977 | Philip Warren Anderson;Nevill Francis Mott;John Hasbrouck Van Vleck | Ilya Prigogine                                                | Roger Guillemin;Andrew Schally;Rosalyn Sussman Yalow                | Vicente Aleixandre                       | Amnesty International                                                           | Bertil Ohlin;James Meade                                       |
| 1978 | Pjotr L. Kapitsa ;Arno Allan Penzias;Robert Woodrow Wilson          | Peter D. Mitchell                                             | Werner Arber;Daniel Nathans;Hamilton O. Smith                       | Isaac Bashevis Singer                    | Anwar Sadat;Menachem Begin                                                      | Herbert Simon                                                  |
| 1979 | Sheldon Lee Glashow;Abdus Salam;Steven Weinberg                     | Herbert C. Brown;Georg Wittig                                 | Allan McLeod Cormack;Godfrey Hounsfield                             | Odysseas Elytis                          | Mother Teresa                                                                   | Theodore Schultz;Arthur Lewis                                  |
| 1980 | James Cronin;Val Logsdon Fitch                                      | Paul Berg;Walter Gilbert;Frederick Sanger                     | Baruj Benacerraf;Jean Dausset;George Davis Snell                    | Czesław Miłosz                           | Adolfo Pérez Esquivel                                                           | Lawrence Klein                                                 |
| 1981 | Nicolaas Bloembergen;Arthur Leonard Schawlow;Kai Siegbahn           | Kenichi Fukui;Roald Hoffmann                                  | Roger Wolcott Sperry;David H. Hubel;Torsten Wiesel                  | Elias Canetti                            | FN's Flygtningehøjkommissariat                                                  | James Tobin                                                    |
| 1982 | Kenneth G. Wilson                                                   | Aaron Klug                                                    | Sune Bergström;Bengt I. Samuelsson;John Vane                        | Gabriel García Márquez                   | Alva Myrdal;Alfonso García Robles                                               | George Stigler                                                 |
| 1983 | Subrahmanyan Chandrasekhar;William Alfred Fowler                    | Henry Taube                                                   | Barbara McClintock                                                  | William Golding                          | Lech Wałęsa                                                                     | Gérard Debreu                                                  |
| 1984 | Carlo Rubbia;Simon van der Meer                                     | Robert Bruce Merrifield                                       | Niels Kaj Jerne;Georges J. F. Köhler;César Milstein                 | Jaroslav Seifert                         | Desmond Tutu                                                                    | Richard Stone                                                  |
| 1985 | Klaus von Klitzing                                                  | Herbert A. Hauptman;Jerome Karle                              | Michael Stuart Brown;Joseph L. Goldstein                            | Claude Simon                             | Den Internationale Lægeforening mod Atomkrig                                    | Franco Modigliani                                              |
| 1986 | Ernst Ruska;Gerd Binnig;Heinrich Rohrer                             | Dudley R. Herschbach;Yuan T. Lee;John Polanyi                 | Stanley Cohen;Rita Levi-Montalcini                                  | Wole Soyinka                             | Elie Wiesel                                                                     | James M. Buchanan                                              |
| 1987 | Johannes Georg Bednorz;Karl Alexander Müller                        | Donald J. Cram;Jean-Marie Lehn;Charles J. Pedersen            | Susumu Tonegawa                                                     | Joseph Brodsky                           | Óscar Arias                                                                     | Robert Solow                                                   |
| 1988 | Leon M. Lederman;Melvin Schwartz;Jack Steinberger                   | Johann Deisenhofer;Robert Huber;Hartmut Michel                | James W. Black;Gertrude B. Elion;George H. Hitchings                | Naguib Mahfouz                           | FN's fredsbevarende styrker                                                     | Maurice Allais                                                 |
| 1989 | Norman Foster Ramsey, Jr.;Hans Georg Dehmelt;Wolfgang Paul          | Sidney Altman;Thomas Cech                                     | J. Michael Bishop;Harold E. Varmus                                  | Camilo José Cela                         | Tenzin Gyatso                                                                   | Trygve Haavelmo                                                |
| 1990 | Jerome Isaac Friedman;Henry Way Kendall;Richard E. Taylor           | Elias James Corey                                             | Joseph Murray;E. Donnall Thomas                                     | Octavio Paz                              | Mikhail Gorbatjov                                                               | Harry Markowitz;Merton Miller;William Forsyth Sharpe           |
| 1991 | Pierre-Gilles de Gennes                                             | Richard R. Ernst                                              | Erwin Neher;Bert Sakmann                                            | Nadine Gordimer                          | Aung San Suu Kyi                                                                | Ronald Coase                                                   |
| 1992 | Georges Charpak                                                     | Rudolph A. Marcus                                             | Edmond H. Fischer;Edwin G. Krebs                                    | Derek Walcott                            | Rigoberta Menchú                                                                | Gary Becker                                                    |
| 1993 | Russell Alan Hulse;Joseph Hooton Taylor Jr.                         | Kary Mullis;Michael Smith                                     | Richard J. Roberts;Phillip Allen Sharp                              | Toni Morrison                            | Nelson Mandela;F.W. de Klerk                                                    | Robert Fogel;Douglass North                                    |
| 1994 | Bertram Brockhouse;Clifford Shull                                   | George Andrew Olah                                            | Alfred G. Gilman;Martin Rodbell                                     | Kenzaburo Oe                             | Yasser Arafat;Shimon Peres;Yitzhak Rabin                                        | John Harsanyi;John Forbes Nash Jr.;Reinhard Selten             |
| 1995 | Martin Lewis Perl;Frederick Reines                                  | Paul J. Crutzen;Mario J. Molina;Frank Sherwood Rowland        | Edward B. Lewis;Christiane Nüsslein-Volhard;Eric F. Wieschaus       | Seamus Heaney                            | Joseph Rotblat;Pugwash-bevægelsen                                               | Robert Lucas, Jr.                                              |
| 1996 | David Lee;Douglas Osheroff;Robert Coleman Richardson                | Robert F. Curl Jr.;Harry Kroto;Richard Smalley                | Peter C. Doherty;Rolf M. Zinkernagel                                | Wisława Szymborska                       | Carlos Filipe Ximenes Belo;José Ramos-Horta                                     | James Mirrlees;William Vickrey                                 |
| 1997 | Steven Chu;Claude Cohen-Tannoudji;William Daniel Phillips           | Paul D. Boyer;John E. Walker;Jens Christian Skou              | Stanley B. Prusiner                                                 | Dario Fo                                 | Den Internationale Kampagne mod Landminer;Jody Williams                         | Robert C. Merton;Myron Scholes                                 |
| 1998 | Robert B. Laughlin;Horst Ludwig Störmer;Daniel C. Tsui              | Walter Kohn;John Pople                                        | Robert F. Furchgott;Louis Ignarro;Ferid Murad                       | José Saramago                            | John Hume;David Trimble                                                         | Amartya Sen                                                    |
| 1999 | Gerard 't Hooft;Martinus J.G. Veltman                               | Ahmed Zewail                                                  | Günter Blobel                                                       | Günter Grass                             | Médecins Sans Frontières                                                        | Robert Mundell                                                 |
| 2000 | Zhores Alferov;Herbert Kroemer;Jack Kilby                           | Alan J. Heeger;Alan MacDiarmid;Hideki Shirakawa               | Arvid Carlsson;Paul Greengard;Eric Kandel                           | Gao Xingjian                             | Kim Dae-jung                                                                    | James Heckman;Daniel McFadden                                  |
| 2001 | Eric Allin Cornell;Wolfgang Ketterle;Carl Wieman                    | William Standish Knowles; Ryoji Noyori; Karl Barry Sharpless  | Leland H. Hartwell;Tim Hunt;Paul Nurse                              | V. S. Naipaul                            | FN;Kofi Annan                                                                   | George Akerlof;Michael Spence;Joseph Stiglitz                  |
| 2002 | Raymond Davis Jr.;Masatoshi Koshiba;Riccardo Giacconi               | John Fenn;Koichi Tanaka;Kurt Wüthrich                         | Sydney Brenner;H. Robert Horvitz;John Sulston                       | Imre Kertész                             | Jimmy Carter                                                                    | Daniel Kahneman;Vernon L. Smith                                |
| 2003 | Aleksej A. Abrikosov;Vitalij Ginsburg;Anthony Leggett               | Peter Agre;Roderick MacKinnon                                 | Paul Lauterbur;Peter Mansfield                                      | J.M. Coetzee                             | Shirin Ebadi                                                                    | Robert F. Engle;Clive Granger                                  |
| 2004 | David Gross;Hugh David Politzer;Frank Wilczek                       | Aaron Ciechanover;Avram Hershko;Irwin Rose                    | Richard Axel;Linda B. Buck                                          | Elfriede Jelinek                         | Wangari Maathai                                                                 | Finn E. Kydland;Edward C. Prescott                             |
| 2005 | Roy J. Glauber;John L. Hall;Theodor W. Hänsch                       | Yves Chauvin;Robert H. Grubbs;Richard R. Schrock              | Barry Marshall;Robin Warren                                         | Harold Pinter                            | Det Internationale Atomenergiagentur;Mohamed ElBaradei                          | Robert Aumann;Thomas Schelling                                 |
| 2006 | John C. Mather;George Smoot                                         | Roger D. Kornberg                                             | Andrew Fire;Craig Mello                                             | Orhan Pamuk                              | Muhammad Yunus;Grameen Bank                                                     | Edmund Phelps                                                  |
| 2007 | Albert Fert;Peter Grünberg                                          | Gerhard Ertl                                                  | Mario Capecchi;Martin Evans;Oliver Smithies                         | Doris Lessing                            | FN's klimapanel;Al Gore                                                         | Leonid Hurwicz; Eric Maskin; Roger Myerson                     |
| 2008 | Yoichiro Nambu;Makoto Kobayashi;Toshihide Maskawa                   | Osamu Shimomura;Martin Chalfie;Roger Y. Tsien                 | Harald zur Hausen;Françoise Barré-Sinoussi;Luc Montagnier           | Jean-Marie Gustave Le Clézio             | Martti Ahtisaari                                                                | Paul Krugman                                                   |
| 2009 | Charles K. Kao;Willard S. Boyle;George E. Smith                     | Venkatraman Ramakrishnan;Thomas A. Steitz;Ada Yonath          | Elizabeth Blackburn;Carol W. Greider;Jack W. Szostak                | Herta Müller                             | Barack Obama                                                                    | Elinor Ostrom; Oliver Williamson                               |
| 2010 | Andre Geim;Konstantin Novoselov                                     | Richard Heck; Ei-ichi Negishi; Akira Suzuki                   | Robert G. Edwards                                                   | Mario Vargas Llosa                       | Liu Xiaobo[F]                                                                   | Peter A. Diamond; Dale T. Mortensen; Christopher A. Pissarides |
| 2011 | Saul Perlmutter;Adam G. Riess;Brian Schmidt                         | Dan Shechtman                                                 | Bruce Beutler;Jules A. Hoffmann;Ralph M. Steinman                   | Tomas Tranströmer                        | Ellen Johnson Sirleaf;Leymah Gbowee;Tawakel Karman                              | Thomas J. Sargent; Christopher A. Sims                         |
| 2012 | Serge Haroche;David J. Wineland                                     | Robert J. Lefkowitz;Brian K. Kobilka                          | John B. Gurdon; Shinya Yamanaka                                     | Mo Yan                                   | Den Europæiske Union                                                            | Alvin E. Roth; Lloyd Shapley                                   |
| 2013 | François Englert; Peter Higgs                                       | Martin Karplus; Michael Levitt; Arieh Warshel                 | James Rothman; Randy Schekman; Thomas Südhof                        | Alice Munro                              | Organisationen for forbud mod kemiske våben                                     | Eugene Fama; Lars Peter Hansen; Robert J. Shiller              |
| 2014 | Isamu Akasaki; Hiroshi Amano; Shuji Nakamura                        | Eric Betzig; Stefan Hell; William Moerner                     | John O'Keefe; May-Britt Moser; Edvard Moser                         | Patrick Modiano                          | Malala Yousafzai; Kailash Satyarthi                                             | Jean Tirole                                                    |
| 2015 | Takaaki Kajita; Arthur McDonald                                     | Tomas Lindahl; Paul Modrich; Aziz Sancar                      | William C. Campbell; Satoshi Ōmura; Tu Youyou                       | Svjatlana Aljeksijevitsj                 | Den tunesiske kvartet for national dialog                                       | Angus Deaton                                                   |
| 2016 | David J. Thouless; Duncan Haldane; John M. Kosterlitz               | Jean-Pierre Sauvage; Fraser Stoddart; Ben Feringa             | Yoshinori Ohsumi                                                    | Bob Dylan                                | Juan Manuel Santos                                                              | Oliver Hart; Bengt R. Holmström                                |
| 2017 | Rainer Weiss; Barry Barish; Kip Thorne                              | Jacques Dubochet; Joachim Frank; Richard Henderson            | Jeffrey C. Hall; Michael Rosbash; Michael W. Young                  | Kazuo Ishiguro                           | ICAN (International Campaign to Abolish Nuclear Weapons)                        | Richard Thaler                                                 |
| 2018 | Arthur Ashkin; Gérard Mourou; Donna Strickland                      | Frances H. Arnold; George P. Smith; Gregory P. Winter         | James P. Allison; Tasuku Honjo                                      | Olga Tokarczuk                           | Nadia Murad; Denis Mukwege                                                      | William Nordhaus; Paul Romer                                   |
| 2019 | James Peebles; Michel Mayor; Didier Queloz                          | John B. Goodenough; M. Stanley Whittingham; Akira Yoshino     | William G. Kaelin Jr.; Peter J. Ratcliffe ; Gregg L. Semenza        | Peter Handke                             | Abiy Ahmed                                                                      | Abhijit Banerjee; Esther Duflo; Michael Kremer                 |
| 2020 | Roger Penrose; Reinhard Genzel; Andrea M. Ghez                      | Emmanuelle Charpentier; Jennifer Doudna                       | Harvey J. Alter; Michael Houghton; Charles M. Rice                  | Louise Glück                             | FN's Verdensfødevareprogram                                                     | Paul R. Milgrom; Robert B. Wilson                              |
| 2021 | Giorgio Parisi; Klaus Hasselmann; Syukuro Manabe                    | Benjamin List; David MacMillan                                | David Julius; Ardem Patapoutian                                     | Abdulrazak Gurnah                        | Maria Ressa; Dmitry Muratov                                                     | David Card; Joshua Angrist; Guido Imbens                       |
| 2022 | Alain Aspect; John Clauser; Anton Zeilinger                         | Carolyn R. Bertozzi; Morten Meldal; Karl Barry Sharpless      | Svante Pääbo                                                        | Annie Ernaux                             | Ales Bialiatski; Memorial; Center for Civil Liberties                           | Ben Bernanke; Douglas Diamond; Philip H. Dybvig                |
| 2023 | Pierre Agostini; Ferenc Krausz; Anne L'Huillier                     | Moungi Bawendi; Louis E. Brus; Aleksej Jekimov                | Katalin Karikó; Drew Weissman                                       | Jon Fosse                                | Narges Mohammadi                                                                | Claudia Goldin                                                 |
| 2024 | John Hopfield; Geoffrey Hinton                                      | David Baker; Demis Hassabis; John M. Jumper                   | Victor Ambros; Gary Ruvkun                                          | Han Kang                                 | Nihon Hidankyo                                                                  | Daron Acemoglu; Simon Johnson; James A. Robinson               |
| År   | Fysik                                                               | Kemi                                                          | Fysiologi eller medicin                                             | Litteratur                               | Fred                                                                            | Økonomi                                                        |